# Labradorský retrívr
Labradorský retrívr je plemeno psů původem z Newfoundlandu. Angličtí lovci ho přivezli do Velké Británie a zde labradory také vyšlechtili. Patří do skupiny retrívrů.

## Historie

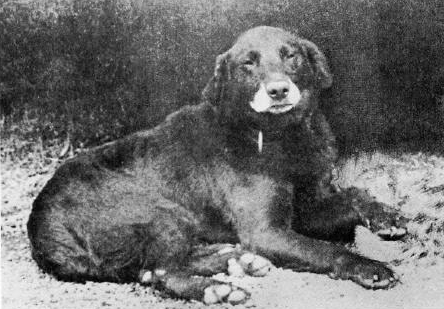
Buccleuch Avon (* 1885), zakládající pes pro mnoho labradořích linií

Předkem labradorských retrívrů je pravděpodobně novofundlandský pes (St. John´s Newfoundland) a Lesser labrador. Název retrívr však vznikl mnohem dříve, než existovalo plemeno retrívr. Byli to všichni lovečtí psi, kteří aportovali ulovenou zvěř. Na Newfoundlandu žily dva typy psů, velcí a silní novofundlandští psi s dlouhou srstí a malí novofundlandští psi, nazývaní též labradorští psi. Tito menší psi měli krátkou srst a byli používáni rybáři k donášení ryb a postřelených mořských ptáků z vody. Jejich vynikající schopnost aportování zaujala anglické lovce. Proto začaly oba typy těchto psů přicházet do Anglie od roku 1800. Několik těchto psů si přivezl jistý Angličan Hawker, který je následně pojmenoval jako St. John´s Breed of New Foundland. V roce 1885 dovoz psů téměř ustal, neboť na New Foundlandu byl vydán zákon, který prakticky zakazoval chov psů. V roce 1895 byl v Anglii vydán zákon o karanténě, a od té doby již nebyl možný žádný dovoz chovných psů z New Foundlandu do Anglie. Výsledkem bylo, že angličtí chovatelé byli nuceni začít se šlechtěním plemen (wavy coated retrívra, pravděpodobně i pointera a foxhounda) a začaly se tvořit různé variety retrívrů. Název labradorský retrívr je používán od roku 1839. Ve druhé polovině 19. století lze hovořit o čistokrevném chovu, chovatelé si vedli přesné záznamy o svých chovech a zachovávali přísně čisté chovné linie. Ačkoliv se ve vrzích objevovala i žlutá a hnědá štěňata, byli stále upřednostňováni černí psi. To se změnilo až po první světové válce, kdy byli vystavováni i žlutí psi, a později i psi hnědí.

## Vzhled
Labradoři mají většinou mohutnou stavbu těla – silný a hluboký hrudník a širokou lebku. Je u nich jasně patrný pohlavní dimorfismus ve stavbě těla. Feny bývají menší i méně mohutné, někdy dokonce štíhlé. S přibývajícím věkem tloustnou.

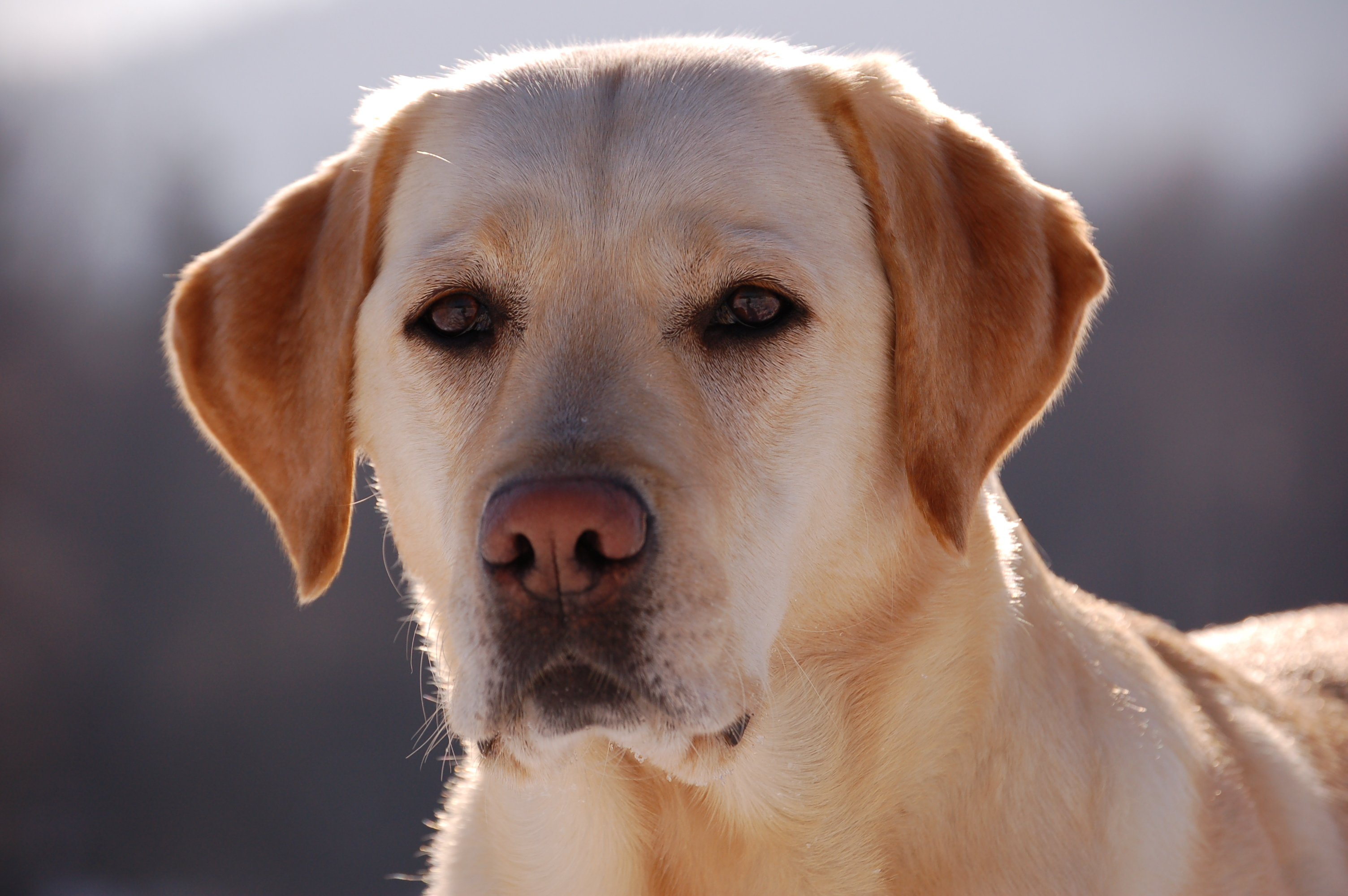
Hlava žlutého labradora bývá široká
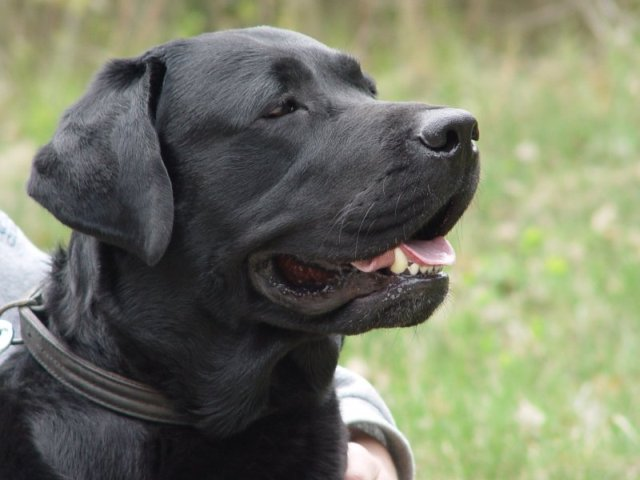
Černý labrador
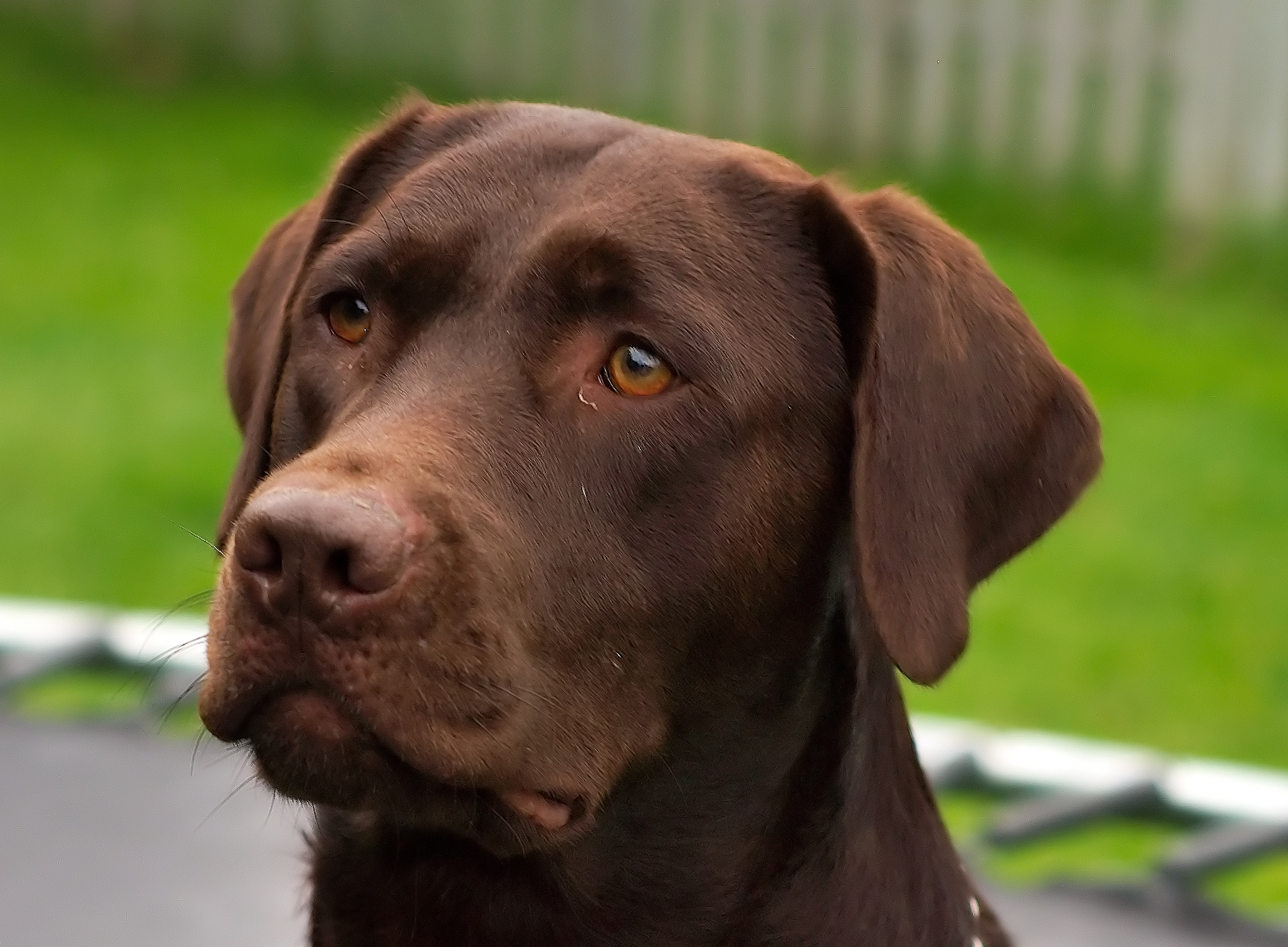
Hnědý labrador

## Povaha a schopnosti

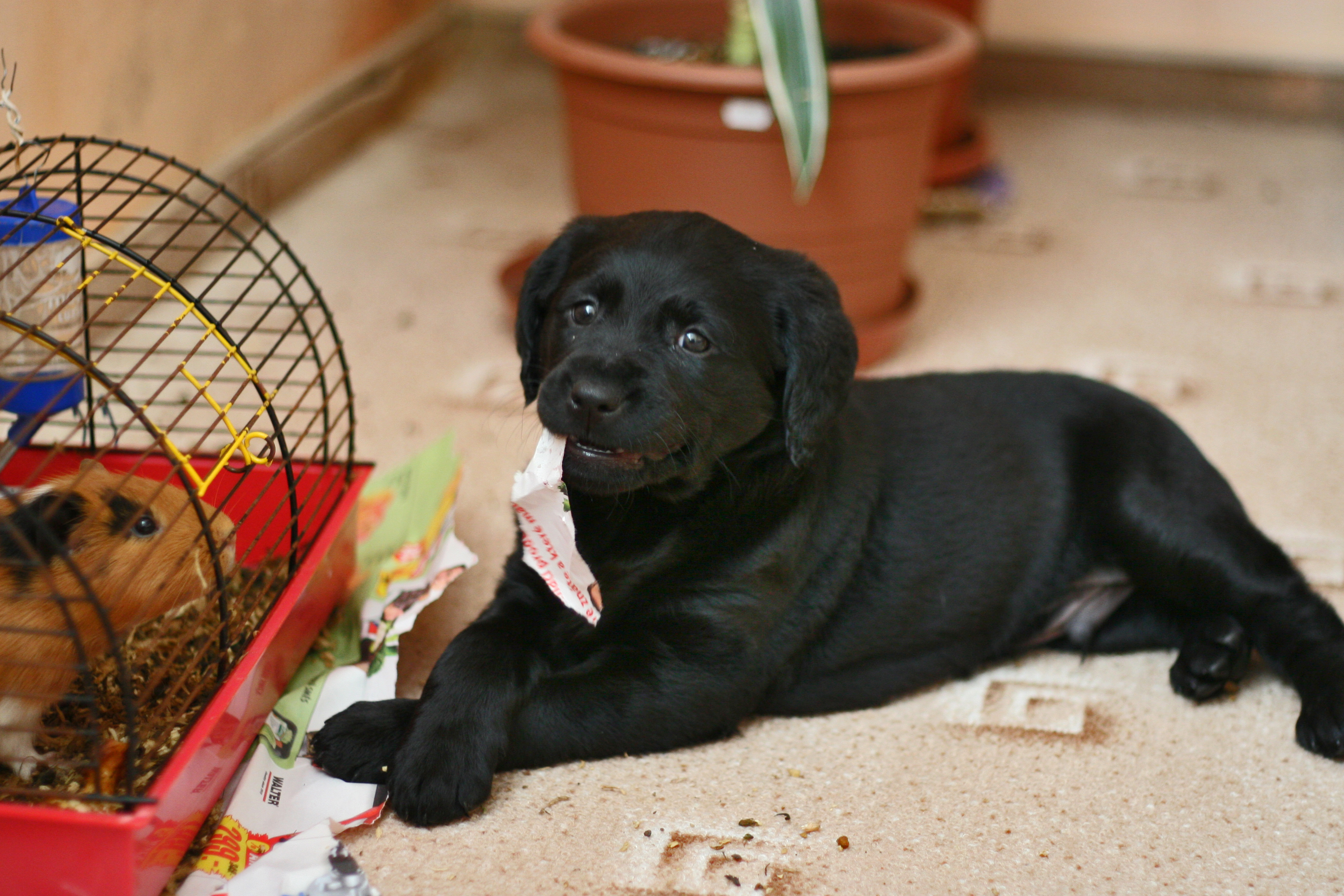
Labradorský retrívr

Labradorský retrívr má milou a přátelskou povahu, je bystrý a oddaný svému pánovi. Velice dobře se cvičí, rád pracuje a povely plní s velkou radostí. Jeho další předností je výborný čich a skvělé plavecké schopnosti. Patří mezi vášnivé jedlíky, proto je nutné hlídat denní příjem krmiva. Je to vyloženě vodní pes, milovník všech kaluží, rybníků a potůčků. Má blány mezi prsty. Je to také vynikající aportér. Tato rasa byla původně vyšlechtěna k přinášení zastřelených kachen či zajíců při lovu. V současnosti se využívá spíše jako pes společenský, canisterapeutický či slepecký. Je to právě díky snadnosti jeho výcviku.
Nevidomým slouží labradorští retrívři jako velmi dobří asistenti (pomáhají přecházet ulici, dokážou cokoliv podat atd.). Postiženým lidem jsou schopni pomáhat svlékat jednotlivé kusy oblečení, otevírat dveře a dělat i jiné věci, které by tito lidé sami nedokázali. Labradoři jsou vhodní i k dětem, protože ve většině případů postrádají agresivitu a jsou milí. Naopak se příliš nehodí na ostrahu a hlídání objektů. Potřebují lidskou pozornost a laskavou péči, nejsou rádi sami.

## Srst

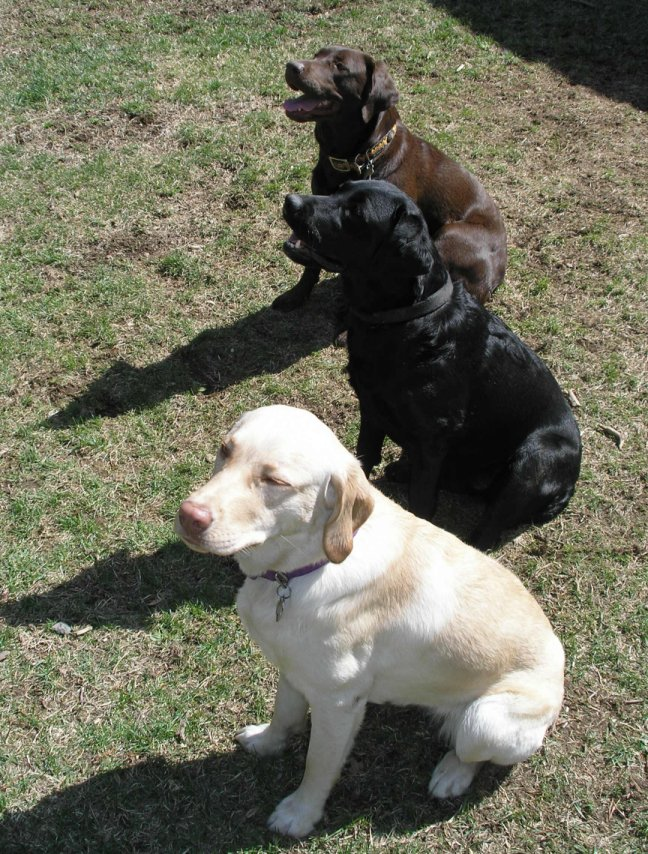
Tři základní barevné variace labradora

Srst labradorů je krátká, hustá a přilehlá. Podsada je jemná a hustá, na rozdíl od tvrdé a voděvzdorné vrchní vrstvě. Protože má hodně hustou podsadu, může se stát, že srst nepříjemně páchne, protože potřebuje dlouhou dobu, než uschne. Díky této, pro ně charakteristické, srsti je labrador dokonale přizpůsoben k plavání a na zimu. Vrchní vrstva má totiž na sobě jakoby mastný film, který téměř nepropouští vodu. Není neobvyklé vidět labradora plavajícího v ledové vodě v půli ledna, nedoporučuje se to však kvůli nebezpečí prochladnutí. Péče o srst není náročná, stačí jen jednou týdně vzít kartáč a vyčesat odumřelou srst. V období línání je to nutné provádět častěji. Občas je možné psa vykoupat speciálním psím šampónem.
Dle barev srsti se dělí na žluté (v odstínech krémové až po zlatavě rudou), čokoládové (čokoládově hnědá) a černé.

## Péče
Labrador je velice přizpůsobivý pes, ale stejně jako většina ostatních potřebuje hodně pohybu. Je možné ho chovat v bytě, zvykne si rychle a bez problémů, je třeba s ním však chodit často ven. Miluje volnost, nejraději má běhání po lese. Labrador je neuvěřitelně veselý a chápavý pes. Rychle se učí a rád plní úkoly, které dostává. Rád si hraje a aportuje téměř vše, co se mu hodí.

## Nejčastější nemoci
Jelikož má labradorský retrívr mohutnou stavbu těla, trpí často nemocemi kloubů (např. dysplazie kyčelního kloubu). Proto by neměl příliš často klouby namáhat, např. scházením a vycházením schodů. Labradoři snědí, na co přijdou, proto musí sportovat, ať nemají nadváhu.

## Vhodné sporty
Díky výborným schopnostem aportovat a učit se novým věcem jsou pro labradory vhodné agility nebo aportování. Mezi jeho sporty samozřejmě musí být i plavání. Může se účastnit i různých výstav.

## Oblíbenost
Podle Veterinární služby izraelského ministerstva zemědělství byl na základě výzkumu z roku 2008 labradorský retrívr nejoblíbenějším a zároveň nejpočetněji zastoupeným psím plemenem v Izraeli.

## Podmínky uchovnění
K tomu, aby byl labradorský retrívr úspěšně zařazen do chovu, je zapotřebí splnění řady podmínek závazně stanovených chovatelským klubem. Kromě odpovídajícího exteriéru a povahové vyrovnanosti je chovatel psa povinen prokázat účast psa na alespoň dvou výstavách s výsledkem velmi dobře, přičemž jedna z absolvovaných výstav musí být vyššího typu. Samozřejmostí je účast na zkouškách, kde jsou ověřovány vrozené vlohy retrívrů a na zkoušce lovecké, zaměřené na aport. Nutností je doložit výsledky vyšetření na DKK a DLK, doporučena je i řada genetických testů minimálně u jednoho z budoucích rodičů.